# Circondario di Forlì
Il circondario di Forlì era uno dei circondari in cui era suddivisa l'omonima provincia.

## Storia
Il circondario di Forlì, parte dell'omonima provincia, venne istituito nel 1859, in seguito ad un decreto dittatoriale di Carlo Farini che ridisegnava la suddivisione amministrativa dell'Emilia in previsione dell'annessione al Regno di Sardegna.
Il circondario venne soppresso nel 1927, come tutti i circondari italiani.

## Geografia antropica

### Suddivisioni amministrative
Nel 1863, la composizione del circondario era la seguente:
- mandamento I di Forlì
  - comune di Forlì
- mandamento II di Bertinoro
  - comuni di Bertinoro; Forlimpopoli
- mandamento III di Civitella di Romagna
  - comuni di Civitella di Romagna; Mortano; Predappio
- mandamento IV di Meldola
  - comuni di Fiumana; Meldola; Teodorano